# Thesiastes pumilis
Thesiastes pumilis är en skalbaggsart som först beskrevs av Leconte 1849.  Thesiastes pumilis ingår i släktet Thesiastes och familjen kortvingar. Inga underarter finns listade i Catalogue of Life.